# کشتار صبرا و شتیلا
کشتار صبرا و شَتیلا به مجموعه رویدادهایی گفته می‌شود که از ۱۶ تا ۱۸ سپتامبر ۱۹۸۲ و در درازای جنگ داخلی لبنان، در «اردوگاه پناهندگان فلسطینی» در لبنان به وقوع پیوست و در آن نیروهای لبنانی، از میلیشیاهای اصلی مسیحی در لبنان تحت رهبری سیاستمداری به نام «ایلی حبیقه»، برای انتقام‌گیری از فلسطینیان به‌خاطر ترور بشیر جمیل، رئیس‌جمهور لبنان و رهبر حزب فالانژ (معروف به کتائب)، به دو اردوگاه صبرا و شتیلا در بیروت غربی وارد شدند و بین ۷۰۰ تا ۳٬۵۰۰ نفر که بیشترشان از فلسطینیان و شیعیان لبنان بودند را به قتل رساندند.
از حدود ساعت ۶ بعدازظهر ۱۶ سپتامبر تا ۸ صبح ۱۸ سپتامبر، نیروهای لبنانی در حالی که نیروهای دفاعی اسرائیل اردوگاه فلسطینیان را محاصره کرده بود مشغول کشتار بودند. نیروهای دفاعی اسرائیل به عنوان بخشی از پیشروی اسرائیلی‌ها به سوی غرب بیروت به این میلیشیا دستور داده بود جنگندگان سازمان آزادی‌بخش فلسطین (ساف) را از صبرا و شتیلا پاکسازی کند. در حالی که کشتار در حال وقوع بود، نیروهای دفاعی اسرائیل گزارش‌هایی از جنایاتی که داشت انجام می‌شد دریافت کردند ولی عملی برای متوقف ساختن آن انجام ندادند.
در فوریه ۱۹۸۳، حکومت اسرائیل کمیته کاهان را برای تحقیق دربارهٔ علت و شرایط کشتار صبرا و شتیلا تشکیل داد، و دریافت که کارکنان نظامی اسرائیلی با وجود اطلاع از اعمال میلیشیا در برداشتن گام‌های جدی برای متوقف ساختن کشتارها ناکام بوده‌اند. این کمیسیون اسرائیلی به این نتیجه رسید که نیروهای دفاعی اسرائیل به‌طور غیرمستقیم مسئول این وقایع است، و آریل شارون وزیر وقت دفاع را مجبور کرد بابت «بی‌توجهی به خطر خون ریزی و انتقام» در جریان کشتار استعفا بدهد.

## پیش‌زمینه
در ۶ ژوئن ۱۹۸۲ اسرائیل آتش‌بس یک ساله جنگ داخلی لبنان را شکست و حمله‌ای در خاک لبنان صورت داد. هدف اسرائیل از این حمله بیرون، راندن نیروهای سازمان آزادی‌بخش فلسطین از خاک لبنان و تشویق لبنان به انتصاب دولتی بود که با اسرائیل رابطهٔ دوستانه داشته باشد. این حمله به شکست نیروهای فلسطینی و سوری منجر شد. باقی‌ماندهٔ نیروهای فلسطینی در غرب بیروت مستقر شدند. پس از محاصرهٔ طولانی و بمباران در ماه‌های ژوئیه و اوت، ۱۱٬۰۰۰ رزمندهٔ فلسطینی اجازه یافتند بیروت را به سمت مقصدهای مختلف ترک کنند. تضمین‌های بین‌المللی برای حفظ امنیت این رزمندگان و وابستگانشان داده شد؛ اما علی‌رغم این تضمین‌ها، ارتش اسرائیل که غرب بیروت را اشغال کرده بود به فالانژیست‌ها اجازه داد وارد اردوگاه‌های صبرا و شتیلا شوند. حزب فالانژ لبنان از حزب‌های دست راستی لبنان است که متحد اسرائیل به حساب می‌آمد. رهبر این حزب، بشیر جمیل، کوچک‌ترین پسر «پیر جمیل» بود که در دههٔ ۷۰ میلادی، با از میدان به در کردن گروه‌های شبه‌نظامی مسیحی رقیب، نیروهای نظامی مارونی را متحد و جایگاه خود را به عنوان رهبری مقتدر و بی‌رحم تثبیت کرده بود. در سال ۱۹۸۰ او رسماً رهبری حزب را برعهده گرفت. در اوت ۱۹۸۲، علی‌رغم مخالفت مسلمانان لبنان که از او به خاطر خشونت‌های فرقهای دل خوشی نداشتند، پارلمان لبنان او را به عنوان رئیس‌جمهور انتخاب کرد. در ۱۴ سپتامبر ۱۹۸۲، ده روز پیش از آن که ریاست‌جمهوری بشیر رسماً آغاز شود او در یک بمب‌گذاری کشته شد. دو روز بعد، شبه‌نظامیان مسیحی به رهبری ایلی حبیقه از سوی ارتش اسرائیل اجازه یافتند به اردوگاه‌های پناهندگان «صبرا و شتیلا» وارد شوند.

## حمله به اردوگاه
نیروهای فالانژ لبنان از عصر روز پنجشنبه ۱۶ سپتامبر ۱۹۸۲ با محاصرهٔ کامل اردوگاه صبرا و شتیلا به آن یورش برده تا صبح روز شنبه ۱۸ سپتامبر به کشتار در این اردوگاه ادامه دادند؛ کشته‌شدگان این واقعه فلسطینی و لبنانی بودند. نخستین واحد شامل ۱۵۰ فالانژیست پس از عبور از موانع اسرائیلی‌ها از در اردوگاه شتیلا وارد شدند که گروهی از آن‌ها افزون بر سلاح گرم، چاقو نیز به همراه داشتند. قتل‌عام فلسطینی‌ها به این ترتیب آغاز شد و حتی در شب نیز ادامه داشت. آن‌ها به زور وارد خانه‌های مردم شدند و فلسطینی‌های در خواب را به رگبار مسلسل بستند.
«غازی خورشید» در کتاب خود «تروریسم صهیونیستی در فلسطین اشغالی» می‌نویسد: در خیابانی جسد ۵ زن و چند کودک روی تلی از خاک افتاده بود … از جمله یک زن که مثله شده بود و در کنارش سر بریدهٔ دخترکی با نگاهی خشمگینانه به قاتلانش دیده می‌شد. زن جوانی را دیدم در حالی که کودک شیرخوارهٔ خود را در آغوش گرفته، گلوله‌ها از بدنش عبور کرده و در بدن کودک شیرخوار او نشسته بود. «وجنات زین عبدالطیف» می‌گوید: در روز جمعه به بیمارستان غزه پناه بردم و آن‌ها ما را صبح شنبه محاصره کردند و فلسطینی‌ها را که شامل زنان و کودکان نیز می‌شدند از دیگران جدا کرده و به یک ورزشگاه بردند و در چاله‌هایی که بر اثر بمباران حفر شده بود انداخته و گفتند همه دراز بکشند. سپس بر روی همه آتش گشودند و در آخر با سه بولدوزر بر روی آن‌ها چه زنده و چه مرده خاک ریختند.
روزنامه السفیر به نقل از قاضی دادگاه نظامی وقت اسعد جرمانوس گفته در میان کشته‌های صبرا و شتیلا تعدادی زیادی غیر فلسطینی از جمله ۲۱ ایرانی وجود داشته‌است.

## واکنش اسرائیل
دولت اسرائیل با محکوم کردن حادثهٔ کشتار دستور تشکیل کمیتهٔ تحقیقاتی کاهان را در فوریهٔ ۱۹۸۲ میلادی صادر کرد. این کمیتهٔ مستقل در نتایج تحقیقاتش آریل شارون را که فرماندهٔ محلی نیروهای دفاعی اسرائیل در منطقه بود به دلیل سهل‌انگاری و دست‌کم گرفتن واکنش فالانژهای مارونی لبنان، مقصر اعلام کرد.
کمیتهٔ کاهان به ریاست اسحاق کاهن رئیس وقت دادگاه عالی اسرائیل تشکیل شده بود.

## قطعنامهٔ سازمان ملل
در ۱۶ دسامبر ۱۹۸۲ مجمع عمومی سازمان ملل متحد با محکوم کردن کشتار آن را نسل‌کشی نامید. این قطعنامه با ۹۸ رأی موافق در مقابل ۱۹ رأی مخالف و ۲۳ رأی ممتنع تصویب شد. تمامی دموکراسی‌های غربی به این قطعنامه رأی ممتنع دادند.
در سال ۱۹۸۳ کمیسیونی به ریاست شان مک‌براید، رئیس وقت مجمع عمومی سازمان ملل متحد، اعلام کرد اسرائیل به عنوان نیرویی که اردوگاه را تحت کنترل داشت، در این خشونت مقصر است.

## واکنش‌های جهانی

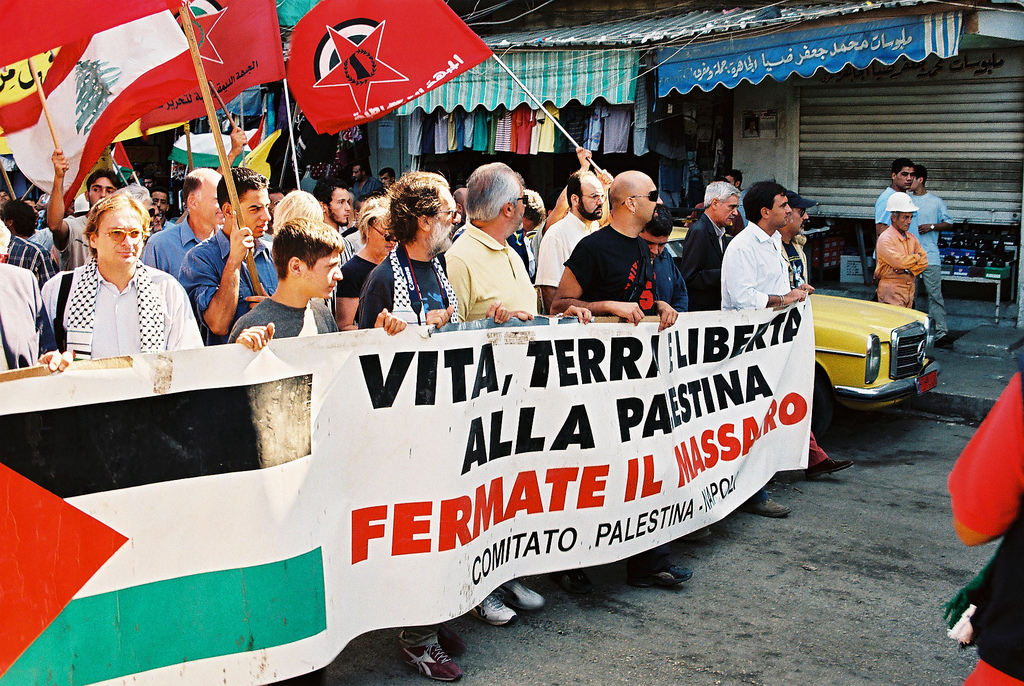
تظاهرکنندگان ایتالیایی شرکت‌کننده در یادبود کشتار صبرا و شتیلا در سال ۲۰۰۳ میلادی

انتشار خبرهای کشتار صبرا و شتیلا در اروپا، باعث واکنش شدید مردم نسبت به اسرائیل شد. در ایتالیا کارکنان فرودگاه شرکت خطوط هوایی اسرائیل ال عال را تحریم کردند، نشان‌هایی با آرم ستارهٔ داوود و صلیب شکسته پخش شد و مردم شعار «نازیسرائیل» (ادغام‌شدهٔ واژگان نازی و اسرائیل) سر دادند. در فرانسه آموزگاران یکی از بهترین دبیرستان‌ها تمامی کلاس‌ها را تعطیل کرده و طی نامه‌ای به رئیس‌جمهور فرانسه خواهان قطع روابط دیپلماتیک و اقتصادی با اسرائیل شدند.

## طرح دعوی در دادگاه بلژیک
پس از انتخاب آریل شارون به نخست‌وزیری اسرائیل خانوادهٔ قربانیان کشتار با استناد به قانونی که برای نخستین بار در سال ۱۹۹۳ در مورد نسل‌کشی روآندا اعمال شد، اقامهٔ دعوی کردند. در ۱۲ فوریهٔ ۲۰۰۳ میلادی دادگاه عالی بلژیک حکم به قابل پیگرد بودن نخست‌وزیر اسرائیل بدین جرم را داد. در حالی که اسرائیل آن را سیاسی خواند. در نهایت در ۲۴ سپتامبر ۲۰۰۳ میلادی به‌خاطر تغییراتی که در قوانین بلژیک از آغاز این حادثه ایجاد شده بود. دادگاه عالی بلژیک قرار منع تعقیب آریل شارون را برای اتهام جنایت جنگی صادر کرد و دلیل آن نداشتن تبعیت بلژیکی شاکیان در زمان وقوع حادثه اعلام شد.

## در فرهنگ و هنر
در سال ۲۰۰۸ میلادی، آری فولمن کارگردان اسرائیلی، فیلم پویانمایی به نام والس با بشیر را بر اساس خاطراتش از رویدادهای کشتار صبرا و شتیلا را ساخت. فیلم والس با بشیر یکی از امیدهای اصلی برای تصاحب نخل طلای در شصت و یکمین دوره جشنواره فیلم کن محسوب می‌شد.
آری فولمن در آن‌زمان یک سرباز وظیفه در ارتش اسرائیل بود که در بیرون از اردوگاه‌های پناهندگان صبرا و شتیلا مستقر شده بود.